# Frambozenscheutboorder
De frambozenscheutboorder (Lampronia corticella) is een nachtvlinder uit de familie yuccamotten (Prodoxidae). 
De spanwijdte varieert van 10 tot 12 millimeter. 